# Петрово (Пеновский район)
Петрово — деревня в Пеновском муниципальном округе Тверской области России. До 2020 года входила в состав ныне упразднённого Рунского сельского поселения.

## География
Деревня находится в западной части Тверской области, в зоне хвойно-широколиственных лесов, в пределах центральной части Валдайской возвышенности, на северо-восточном берегу озера Слаутинского, при автодороге 28Н-1237, на расстоянии примерно 25 километров (по прямой) к северо-западу от посёлка городского типа Пено, административного центра округа. Абсолютная высота — 247 метров над уровнем моря.

### Климат
Климат характеризуется как умеренно континентальный, с прохладным летом и относительно мягкой зимой. Среднегодовая температура воздуха — 3,2 °C. Средняя температура воздуха самого холодного месяца (января) — −10 — −9 °C, средняя температура самого тёплого (июля) — 17 — 18 °С. Безморозный период длится около 120 дней. Годовое количество атмосферных осадков составляет около 580 мм. Снежный покров держится в течение 140 дней.

### Часовой пояс
Деревня Петрово, как и вся Тверская область, находится в часовой зоне МСК (московское время). Смещение применяемого времени относительно UTC составляет +3:00.

## Население
| 2010 |
| ---- |
| 17   |

### Национальный состав
Согласно результатам переписи 2002 года, в национальной структуре населения русские составляли 100 % из 24 чел.